# Henri François d’Aguesseau

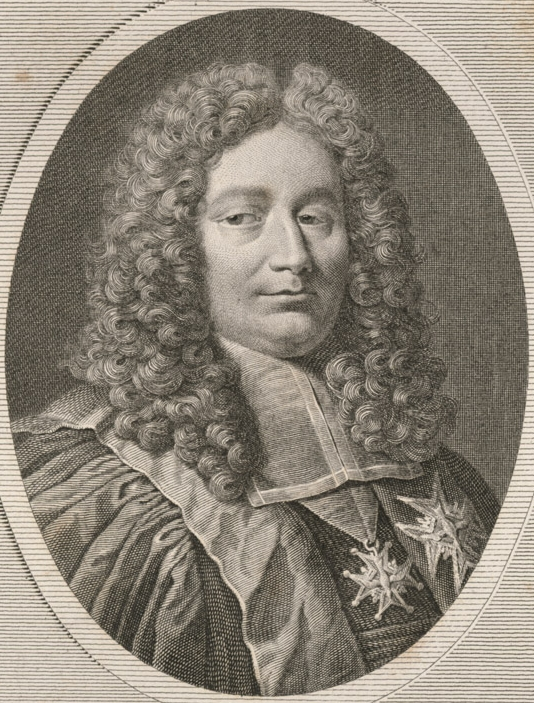
Henri François d’Aguesseau

Henri François d’Aguesseau (sprich aggesso) (* 27. November 1668 in Limoges; † 9. Februar 1751 in Paris) war ein französischer Jurist und Staatsmann. Von 1717 bis 1750 amtierte er als Kanzler von Frankreich sowie – mit Unterbrechungen – als Justizminister. Louis de Rouvroy, duc de Saint-Simon gab ihm den Beinamen „Adler des Parlamentes“.

## Leben und Wirken
Als Sohn eines Intendanten des Languedoc wurde er in Rechtswissenschaft, Literatur und Philosophie ausgebildet. Er zeichnete sich früh als Advokat und Redner aus, wurde 1690 Advokat des Königs im Châtelet, im gleichen Jahr Generaladvokat und 1700 Generalprokurator beim Parlement von Paris. Seine ausgezeichneten Verdienste um die Reform der Rechtspflege sowie um Wahrung der Freiheiten der gallikanischen Kirche gegenüber der päpstlichen Bulle Unigenitus Dei filius von 1713 wurden 1717 unter der Regentschaft des Herzogs Philipp II. von Orleans durch seine Erhebung zum Kanzler von Frankreich belohnt.
Sein Widerstand gegen die Lawsche Finanzspekulation hatte 1718 seine Entlassung zur Folge; aber schon 1720 wurde er restituiert. Unter Guillaume Dubois’ Ministerium 1722 nochmals auf sein Landgut Fresnes verwiesen, erlangte er 1727 durch den Kardinal André-Hercule de Fleury seine Ämter und 1737 auch das große Siegel wieder. Wegen Altersschwäche trat er 1750 als Kanzler zurück und starb am 9. Februar 1751.
D’Aguesseau, der den Jansenisten angehörte, war seit 1728 er Ehrenmitglied der Académie des sciences.

## Rezeption
D’Aguesseau war einer der gelehrtesten Staatsmänner Frankreichs und besaß nicht nur bedeutende juristische Kenntnisse, sondern auch eine tiefe und umfassende ästhetische und humanistische Bildung. Er erstrebte eine Reform der Gesetze, ohne ihre Basis zu erschüttern. Die Lehren von den Schenkungen, Testamenten, Substitutionen, Evokationen etc. sind durch ihn wesentlich verbessert worden.

## Werke (Auswahl)
- Werke. Leipzig 1767. (8 Bde.)
- Die Werke D’Aguesseaus erschienen in mindestens 21 Bdn. Yverdon 1763–1771
- Georg Michael von Weber (Hrsg.): D’Aguesseauss Reden bei der Eröffnung der Audienzen und feierlichen Versammlungen der Parlamente. Seidel, Sulzbach 1816 (Mit der Lobrede des Prof. Thomas, Uni Paris, gehalten 1760 in dem Collegio von Beauvais, 26 Sn. und mit 22 Reden Aguesseaus.).

## Trivia
D’Aguesseau besaß neben seinem Landsitz zwei hôtels in Paris, in denen er wohnte. Das von seinem Bruder ererbte Hôtel d’Aguesseau in der Rue du Faubourg Saint-Honoré 41 wurde im Jahre 1842 durch einen Neubau ersetzt und wird heute (2011) nach mehreren Umbauten als Amtssitz des Botschafters der USA genutzt.